# 埃丝米·摩根
埃丝米·贝丝·摩根（英語：Esme Beth Morgan；2000年10月18日—），英格兰女子职业足球运动员，司职中后卫，目前效力于华盛顿精神足球俱乐部和英格兰女子足球代表队。她曾代表英格兰参加2023年国际足联女子世界杯。